# بني مكرين (أولاد اشعيب)
بني مكرين هو دُوَّار يقع بجماعة الواد لخضر، إقليم قلعة السراغنة، جهة مراكش آسفي في المملكة المغربية. ينتمي الدوّار لمشيخة أولاد اشعيب التي تضم 4 دواوير. يقدر عدد سكانه بـ 1431 نسمة حسب الإحصاء الرسمي للسكان والسكنى لسنة 2004.

## روابط خارجية
- البوابة الوطنية للجماعات الترابية نسخة محفوظة 12 مارس 2018 على موقع واي باك مشين.
- المندوبية السامية للتخطيط